# Synoptisches Problem
Das Synoptische Problem oder die synoptische Frage betrifft die Erklärung der Übereinstimmungen und der Unterschiede in den Texten der ersten drei Evangelien des Neuen Testaments (synoptische Evangelien). Eine vergleichende Gegenüberstellung als Synopse zeigt, dass diese kanonisierten Evangelien – Matthäus, Markus und Lukas – viele Textpassagen gemeinsam haben, doch an manchen Stellen hinsichtlich Wortlaut, Reihenfolge und Stoffauswahl der Erzählungen voneinander abweichen.
Das Synoptische Problem ist ein klassisches Problem der neutestamentlichen Einleitungswissenschaft. Die jeweilige Antwort auf das Synoptische Problem beeinflusst in hohem Maße die Auslegung (Exegese) der drei Evangelien (siehe auch Narrative Exegese). Dies betrifft insbesondere Redaktionsgeschichte und Formgeschichte der drei Schriften sowie darüber hinaus die Rekonstruktion von Leben und Predigt des historischen Jesus von Nazaret und ebenso Aspekte der frühesten Kirchengeschichte (Urchristentum).
Das Problem der kanonischen, synoptischen Evangelien steht darüber hinaus in Beziehung zu den Manuskripten (Liste der Papyri des Neuen Testaments) aus der späten Antike bzw. Spätantike. Die Handschriften als historische Quellen sowie als sprachliche Zeugnisse oder als Textzeugen literarischer Texte in ihrer Überlieferung weisen besonders viele Textvarianten auf. Viele dieser Varianten können plausibel als Fehler im Abschreibeprozess interpretiert werden. Eine ganze Reihe von Varianten geht aber eindeutig auf „redaktionelle“ Eingriffe in die Texte zurück.

## Der Befund

Statistische Angaben: Tony Honoré, 1968

Im Einzelnen sind folgende Sachverhalte zu erklären:
- Übereinstimmungen im Wortlaut: Matthäus, Markus und Lukas stimmen bei parallelen Stellen in ca. 50 % der Wörter überein, während sie mit Parallelstellen bei Johannes in nur 10 % der Wörter übereinstimmen.
- Auffallende Übereinstimmungen in der Reihenfolge, aber auch zahlreiche Abweichungen
- Dreifache gemeinsame Überlieferung: fast das ganze Material von Markus ist in Matthäus enthalten, etwa zwei Drittel davon zudem in Lukas (sog. Lukanische Lücke)
- Zweifache gemeinsame Überlieferung: etwa 200 Verse sind bei Matthäus und Lukas, aber nicht bei Markus enthalten.
- Das Sondergut: Von einem einzigen Evangelium überlieferte Texte oder Einzelsprüche (Lukas: 35 %, Matthäus: 20 %, Markus: 3 %).
- Die Frage um die minor agreements („geringfügige Übereinstimmungen“), also die übereinstimmenden Abweichungen des Matthäus und Lukas vom Markustext oder die Einwände gegen die Benutzung des Markus durch Matthäus und Lukas.

Um diese Zusammenhänge und Verhältnisse zu erklären, werden verschiedene Hypothesen diskutiert; keine der vorgeschlagenen Lösungen vermag sämtliche Phänomene befriedigend zu beantworten.

## Lösungsansätze
Bereits im 18. Jahrhundert wurde von Johann Gottfried Herder angenommen, dass die Gemeinsamkeiten auf einem Stock mündlicher Überlieferungen beruhten. Johann Karl Ludwig Gieseler legte 1818 eine ausgearbeitete Traditionshypothese vor. In den 1950er Jahren griff Rudolf Bultmann wieder auf Herders Ansatz zurück; in der Gegenwart vertreten unter anderem Armin Daniel Baum und James D. G. Dunn die Traditionshypothese.
Die meisten Forscher sind allerdings von einer literarischen Abhängigkeit zwischen den synoptischen Evangelien überzeugt. Im Laufe der literarkritischen Forschung wurde die dreifache gemeinsame Überlieferung im Wesentlichen auf vier verschiedene Weisen erklärt:
- Priorität des Matthäus: Matthäus wurde zuerst geschrieben, von Markus als Vorlage benutzt, der dann von Lukas verwendet wurde.
- Priorität des Markus: Markus wurde zuerst geschrieben und von Matthäus und Lukas als Vorlage benutzt.
- Priorität des Lukas: Lukas wurde zuerst geschrieben, von Markus als Vorlage benutzt, der dann von Matthäus verwendet wurde.
- Markus, der als dritter kam, kombinierte und kondensierte Matthäus und Lukas (Zwei-Evangelien-Theorie).

Um die zweifache gemeinsame Überlieferung zu erklären, gibt es die folgenden Ansätze:
- Matthäus und Lukas übernahmen bereits fest gefügte Traditionsstücke aus der mündlichen Überlieferung.
- Matthäus und Lukas kopierten die zweifache Überlieferung von einer gemeinsamen (schriftlichen) Quelle.
- Lukas kopierte die zweifache Überlieferung von Matthäus.
- Matthäus kopierte die zweifache Überlieferung von Lukas.

## Lösungsvorschläge
In der neutestamentlichen Wissenschaft wurden rund zehn Hypothesen zur Lösung des Synoptischen Problems vorgeschlagen und diskutiert. Einige davon wurden weiter modifiziert. Die Lösungsvorschläge lassen sich in zwei Hauptgruppen einteilen: Entweder geht man von einem gemeinsamen Grundbestand an Überlieferungen aus (schriftlich oder mündlich) oder von einer literarischen Abhängigkeit unter den Evangelien. Dabei wurde die Redaktionsgeschichte, als Teil der Historisch-kritische Methode zu einer hervorstechenden Methode der Synoptikerexegese.

### Modelle mit gemeinsamem Traditionsbestand
- Urevangeliumshypothese: Erstmals stellte Gotthold Ephraim Lessing (1778) die These auf, dass die drei Synoptiker aus einem umfangreichen griechischen Urevangelium abgeschrieben hätten. Johann Gottfried Eichhorn (1812) schloss sich dieser Auffassung an. Dieses wiederum sei eine Übersetzung eines hebräischen Protevangelium gewesen, der so genannten Quelle «Q». Auf dieses bezögen sich jene antiken Autoren, wenn sie vom Hebräer- oder Nazarenerevangelium sprechen, und dieses habe die ganze Geschichte Christi enthalten. Diese Idee geht auf Origenes zurück, der die Papiasnotizen so deutete. – Eine Modifikation dieser Theorie erklärt die Kürzungen bei Markus durch die Annahme, dass dieser nicht das ganze Urevangelium gekannt habe, sondern eine bereits gekürzte Fassung.[4] Die Existenz eines Urevangeliums ist rein hypothetisch.
- Fragmentenhypothese (auch: Diegesen-Hypothese): Sie wurde 1817 von Friedrich Schleiermacher formuliert. Die Apostel und deren Hörer hätten einzelne Aussprüche und Geschichten über Jesus aufgeschrieben. Die Evangelisten hätten diese Fragmente gesammelt und daraus ihre Evangelien zusammengestellt. Heute wird die Theorie nicht mehr vertreten; sie ist nur noch von historischem Interesse.
- Traditionshypothese: Matthäus, Markus und Lukas haben jeweils nur (oder hauptsächlich) mündliche Überlieferung verwendet. Diese Theorie stammt ursprünglich von Johann Gottfried Herder. Sie wurde von Johann Karl Ludwig Gieseler ausgearbeitet und ausformuliert. Die relative Gleichförmigkeit der mündlichen Tradition wird durch Auswendiglernen (rabbinischer Lehrbetrieb), häufiges Wiederholen und feste Tradentenkreise begründet. Sie war sehr einflussreich in der ersten Hälfte des 19. Jahrhunderts, in der katholischen Kirche bis ins 20. Jahrhundert (in Frankreich von Eugène Tisserant und Jean Daniélou). Sie wird in neuester Zeit wieder vermehrt vertreten, zum Beispiel von Birger Gerhardsson, Rainer Riesner, Armin Baum, James D. G. Dunn und in Frankreich von Pierre Perrier.

### Benutzungshypothesen
Die meisten Theorien nehmen an, dass die späteren Evangelisten die Werke der früheren kannten und verwendeten. Daher spricht man von Benutzungshypothesen.
- Die Augustinische Theorie: Die auf Augustinus von Hippo zurückgehende Theorie sieht Matthäus als erstes Evangelium. Markus verwendete und kürzte Matthäus; Lukas als letzter verwendete Markus und Matthäus. Die Augustinische Hypothese war die traditionelle synoptische Theorie und wurde bis in die Mitte des 20. Jahrhunderts von vielen katholischen Theologen vertreten. Heute wird sie nur noch vereinzelt vertreten.
- Griesbachhypothese oder Zwei-Evangelien-Theorie: Diese Theorie geht davon aus, dass Matthäus zuerst geschrieben wurde und Lukas Matthäus verwendete. Markus hat sich dann auf Matthäus und Lukas gestützt, aber die Reden weitgehend weggelassen. Diese Theorie wurde zuerst von Johann Jakob Griesbach 1789 ausführlich beschrieben. Ferdinand Christian Baur (1847)[5] und späterhin Hampden Gurney Jameson (1852–1936) stellten 1922[6] die Reihenfolge um: Matthäus, Markus, Lukas. Karl Lachmann (1835) hingegen sah die Folge Markus, Matthäus, Lukas und damit die Markus-Priorität als die richtige an. Hingegen legte William Lockton (1922)[7] die Reihenfolge Lukas, Markus, Matthäus fest. Eine Modifikation der Griesbachhypothese – zeitlich allerdings vor Griesbach veröffentlicht – lag bei Anton Friedrich Büsching (1766) vor. Markus habe die Texte von Matthäus und Lukas zusammengestellt (kompiliert), allerdings sei Lukas prioritär.
  - Die Neo-Griesbach-Theorie (Two-Gospel-Hypothesis) ist in den USA durch William R. Farmer und seinen Schülern[8] zu einem wichtigen Alternativ-Modell zur Zweiquellentheorie geworden. Ihr Lösungsvorschlag sagt in allgemeiner Form, dass Matthäus und Lukas vor Markus und Johannes geschrieben wurden. So habe Matthäus unter Aufnahme umfangreicher mündlicher und schriftlicher Traditionen als Erster ein Evangelium verfasst. Die Existenz einer Logienquelle Q wird bestritten.[9]
- Farrerhypothese (auch: Farrer-Goulder-Hypothese): Sie geht davon aus, dass Markus zuerst geschrieben wurde, von Matthäus übernommen und dann von Lukas verwendet wurde. Die doppelte Überlieferung wird dadurch erklärt, dass Lukas weitere Teile von Matthäus übernommen hat, wodurch die Annahme einer Logienquelle Q unnötig wird. Diese von Austin Farrer aufgestellte Hypothese gilt vor allem in England als ernsthafte Alternative zur Zweiquellentheorie. Sie wird von Michael Goulder, Mark Goodacre und anderen vertreten.
- Wilkehypothese: So wie die Farrerhypothese geht die von Christian Gottlob Wilke 1838 aufgestellte und von Bruno Bauer unterstützte Theorie davon aus, dass Markus zuerst geschrieben wurde. Die zweifache Überlieferung wird dann aber durch das Kopieren von Lukastexten durch Matthäus erklärt, also umgekehrt als bei der Farrerhypothese. Diese Theorie wird insbesondere von Alan Garrow und Evan Powell vertreten.
- Zweiquellentheorie: Diese Theorie geht davon aus, dass Markus zuerst geschrieben wurde („Markus-Priorität“). Matthäus und Lukas benutzten unabhängig voneinander einerseits Markus als Vorlage und andererseits Texte aus einer zweiten, hypothetischen Quelle, die man als Logienquelle Q oder Spruchquelle (kurz „Q“ für „Quelle“) bezeichnet. Die Zweiquellentheorie dominiert vor allem in Europa bei den Erklärungsmodellen zu den synoptischen Evangelien, besonders im deutschsprachigen Raum.
- Dreiquellentheorie: Diese Theorie geht davon aus, Matthäus habe Markus und eine Logienquelle verwendet, und Lukas verwendete drei Quellen, nämlich Markus, diese Logienquelle und Matthäus als Nebenquelle. Daher kann man diese Logienquelle nicht zwangsläufig mit dem Q der Zweiquellentheorie gleichsetzen (Eberhard Simons, Heinrich Holtzmann, Robert Morgenthaler, Robert H. Gundry).
- Vierquellentheorie (Four-document hypothesis): Burnett Hillman Streeter (1924) ging davon aus, dass sowohl Matthäus als auch Lukas, zusätzlich zu Markus und Q, jeweils noch eine weitere Quelle benutzt hätten, die keiner der anderen Evangelisten kannte. Aus dieser Quelle hätten sie das Sondergut geschöpft. Die Vierquellentheorie (und andere Mehrquellentheorien) weist als Problematik auf, dass es sehr schwierig zu begründen ist, warum es sich um literarische Quellen und nicht um mündliche Überlieferung handeln soll. „Q“ („Antiochisches Dokument“) sei dabei auf das Material begrenzt gewesen, das man sowohl bei Matthäus als auch bei Lukas, nicht aber bei Markus vorfindet, ferner ein Wörter-Dokument („M“), dem Matthäus Material entnahm, das nur ihm vorlag und eine mündliche Quelle („L“ „cäsareanische Tradition“), aus der Lukas geschöpft haben soll.
- Die Theorie der Jerusalem-Schule (Jerusalem School Hypothesis): Robert Lisle Lindsey begründete zusammen mit David Flusser die Jerusalem School of Synoptic Research. Ihre Thesen wurden unter dem Namen „Theorie der Jerusalem-Schule“ bekannt. Diese Theorie geht davon aus, dass Lukas zuerst geschrieben wurde. Markus basierte auf Lukas, und Matthäus verwendete dann Markus. Außerdem verwendeten Matthäus und Lukas unabhängig voneinander eine unbekannte Redenquelle, die als Anthologie bezeichnet wird. Die Theorie der Jerusalem-Schule ist unter einer Gruppe von Theologen in Jerusalem populär. Diese Gruppe, die fließend Hebräisch spricht, geht das synoptische Problem vom potenziellen semitischen Original aus an und hat entdeckt, dass Lukas oft dem Semitischen näher ist als Markus. Bereits 1922 vertrat William Lockton diese Theorie.[10]
- Marcion-Priorität („Mcn“): Über ein nach den kanonischen Evangelientexten bzw. dem Lukas-Evangelium entstandenes „Marcion-Evangelium“ wird seit dem 19. Jahrhundert diskutiert. In jüngster Zeit postulierte Matthias Klinghardt (2015) die Umkehrung der Textbeziehungen, mit „Mcn“ als vorkanonischem und vor allem vorlukanischem, von Markion rezipiertem Text, auf den sich alle kanonischen Evangelien beziehen. Damit läge für die Überlieferungsgeschichte der synoptischen Evangelien erstmals eine zusätzliche Quelle vor, „Mcn“ aus dem 2. Jahrhundert würde zur Primärquelle aller nachfolgenden kanonischen Evangelien.[11]

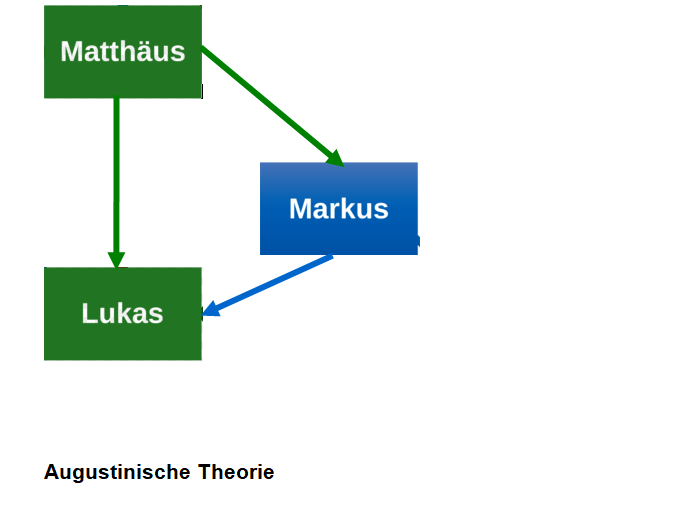
Augustinische Theorie des Synoptischen Problems
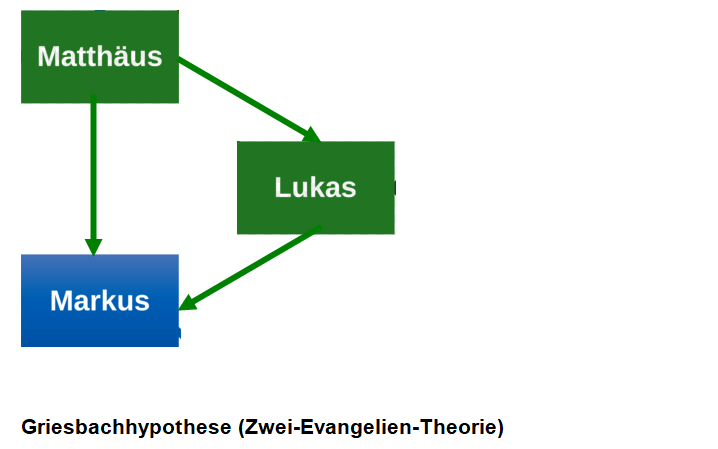
Griesbachhypothese oder Zwei-Evangelien-Theorie
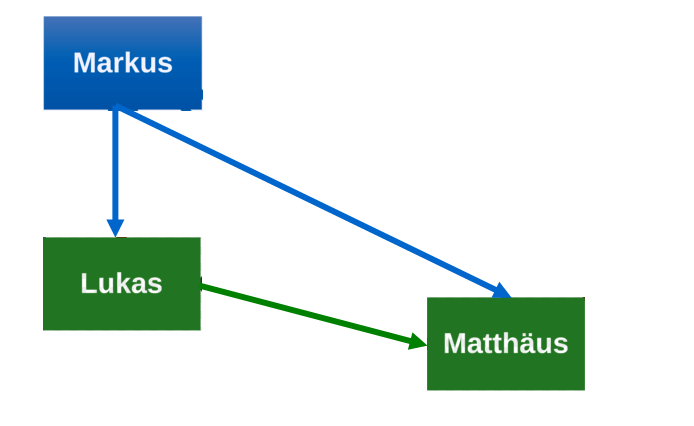
Christian Gottlob Wilke (Christian Hermann Weisse)-Hypothese (1838)
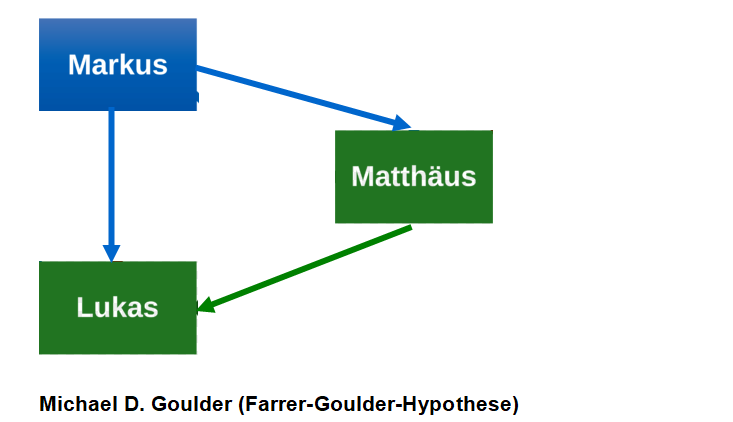
Farrerhypothese oder Farrer-Goulder-Hypothese
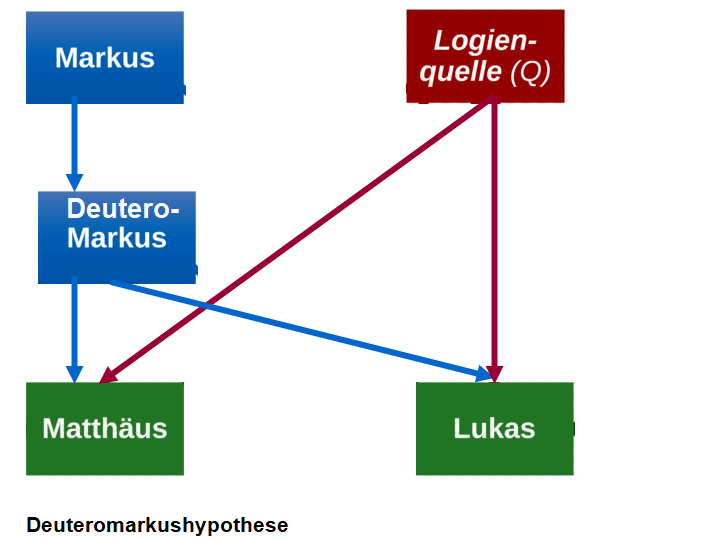
Hypothese der Zweiquellentheorie, mit Deutero-Markus als mittelbarer Quelle
Die von B. H. Streeter (1924) formulierte Four Document Hypothesis[14]
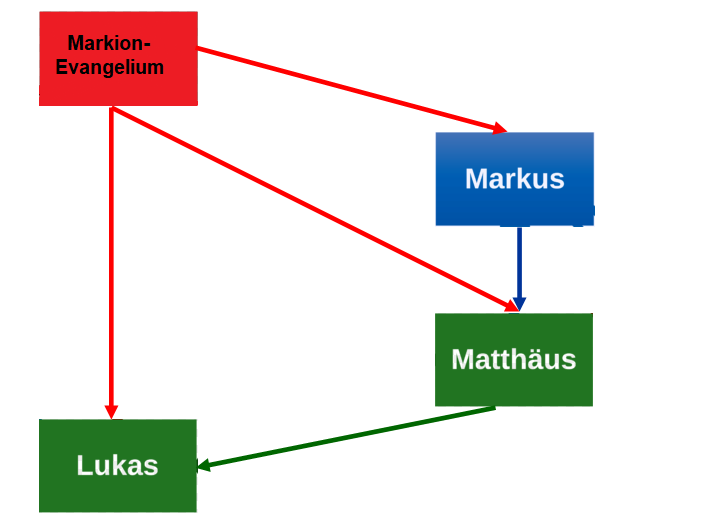
Marcion-Priorität: Schematische Darstellung der Beziehungen des rekonstruierten Marcion-Evangeliums zu den Synoptikern nach Matthias Klinghardt

### Einleitungen in das NT
- Ingo Broer: Einleitung in das Neue Testament. Band 1: Die synoptischen Evangelien, die Apostelgeschichte und die johanneische Literatur (= Die neue Echter-Bibel. Ergänzungsband zum Neuen Testament. 2/1). Echter Verlag, Würzburg 1998, ISBN 3-429-01990-7 (S. 39–53 zum synoptischen Problem).
- Donald A. Carson, Douglas J. Moo: Einleitung in das Neue Testament. Brunnen, Gießen 2010, ISBN 978-3-7655-9541-7 (konservativ).
- Martin Ebner, Stefan Schreiber (Hrsg.): Einleitung in das Neue Testament (= Kohlhammer-Studienbücher Theologie. 6). 2., durchgesehene und aktualisierte Auflage. Kohlhammer, Stuttgart 2013, ISBN 978-3-17-023093-4 (S. 68–85 zum synoptischen Problem).
- Petr Pokorný, Ulrich Heckel: Einleitung in das Neue Testament. Seine Literatur und Theologie im Überblick (= UTB. 2798). Mohr Siebeck, Tübingen 2007, ISBN 978-3-16-148011-9 (S. 321–351 zum synoptischen Problem).
- Ferdinand R. Prostmeier: Kleine Einleitung in die synoptischen Evangelien. Herder, Freiburg (Breisgau) u. a. 2006, ISBN 3-451-29056-1 (allgemein verständliche Einführung in die Problematik der synoptischen Evangelien).
- Udo Schnelle: Einleitung in das Neue Testament (= UTB. 1830). 9., durchgesehene Auflage. Vandenhoeck & Ruprecht, Göttingen u. a. 2017, ISBN 978-3-8252-4812-3 (S. 205–242 zum synoptischen Problem).

### Studien zum Synoptischen Problem
- Armin D. Baum: Der mündliche Faktor und seine Bedeutung für die synoptische Frage. Analogien aus der antiken Literatur, der Experimentalpsychologie, der Oral Poetry-Forschung und dem rabbinischen Traditionswesen (= Texte und Arbeiten zum neutestamentlichen Zeitalter. 49). A. Francke, Tübingen 2008, ISBN 978-3-7720-8266-5 (Unterstützt Traditions-Hypothese).
- Arthur J. Bellinzoni, Jr. (Hrsg.): The Two-Source Hypothesis. A Critical Appraisal. Mercer, Macon GA 1985, ISBN 0-86554-096-9 (Sammelband mit Artikeln aus 60 Jahren für und gegen Mk-Priorität und für und gegen Q; aus der Sicht der Griesbachhypothese).
- Andreas Ennulat: Die „Minor Agreements“. Untersuchungen zu einer offenen Frage des synoptischen Problems (= Wissenschaftliche Untersuchungen zum Neuen Testament. Reihe 2, Bd. 62). Mohr, Tübingen 1994, ISBN 3-16-145775-7 (Zugleich: Bern, Universität, Dissertation, 1990; Postulat eines Markusbearbeitung vor der Niederschrift von Matthäus und Lukas -> Modifikation der Zweiquellentheorie).
- William R. Farmer: The Synoptic Problem. A Critical Analysis. Western North Carolina Press, Dillsboro NC 1976, ISBN 0-915948-02-8 (Klassiker zur Neo-Griesbach-Theorie; Englisch).
- Jay M. Harrington: The Luke passion narrative. The Markan material in Luke 22,54 – 23,25. A historical survey: 1891–1997 (= New Testament Tools and Studies. 30). Brill, Leiden u. a. 2000, ISBN 90-04-11590-0 (Zugl.: Louvain, Université Catholique, Dissertation, 1998; Darstellung sämtlicher Theorien und vieler Modifikationen, besonders im Blick auf vorlukanische Quellen).
- Eta Linnemann: Gibt es ein synoptisches Problem? 4., veränderte Auflage. VTR – Verlag für Theologie und Religionswissenschaft, Nürnberg 1999, ISBN 3-933372-15-1 (eine Form der Traditionshypothese).
- Thomas Richmond Willis Longstaff, Page A. Thomas: The Synoptic Problem. A Bibliography, 1716–1988 (= New Gospel Studies. 4). Mercer University Press u. a., Macon GA 1988, ISBN 0-86554-321-6 (Spezialbibliografie auf 235 Seiten).
- Dennis R. MacDonald: Two Shipwrecked Gospels. The Logoi of Jesus and Papias’s Exposition of Logia about the Lord (= Early Christianity and its literature. 8). Society of Biblical Literature, Atlanta GA 2012, ISBN 978-1-58983-690-7.
- Robert Morgenthaler: Statistische Synopse. Gotthelf-Verlag, Zürich u. a. 1971, (Dreiquellentheorie).
- Bo Reicke: Die Entstehungsverhältnisse der synoptischen Evangelien. In: Aufstieg und Niedergang der römischen Welt. Reihe 2: Principat. Band 25, Teilband 2. de Gruyter, Berlin u. a. 1984, ISBN 3-11-009523-8, S. 1758–1791, (Traditionshypothese).
- Robert H. Stein: The Synoptic Problem. An Introduction. Baker, Grand Rapids MI 1987, ISBN 0-8010-8272-2 (Einführung).
- Hans-Herbert Stoldt: Geschichte und Kritik der Markushypothese. 2., erweiterte Auflage. Brunnen-Verlag, Giessen u. a. 1986, ISBN 3-7655-9324-9.
- Christopher M. Tuckett: The Revival of the Griesbach Hypothesis. An Analysis and Appraisal (= Society for New Testament Studies. Monograph Series. 44). Cambridge University Press, Cambridge 1983, ISBN 0-521-23803-X (Zugleich: Lancaster, Universität, Dissertation, 1979; aus der Sicht der Zweiquellentheorie).